# Olympische Jugend-Sommerspiele 2010/Teilnehmer (Puerto Rico)
| Gelbes Symbol für Goldmedaillen mit stilisierten Olympischen Ringen | Graues Symbol für Silbermedaillen mit stilisierten Olympischen Ringen | Braundes Symbol für Bronzemedaillen mit stilisierten Olympischen Ringen |
| ------------------------------------------------------------------- | --------------------------------------------------------------------- | ----------------------------------------------------------------------- |
| 1                                                                   | —                                                                     | —                                                                       |

Die Jugend-Olympiamannschaft aus Puerto Rico für die I. Olympischen Jugend-Sommerspiele vom 14. bis 26. August 2010 in Singapur bestand aus 15 Athleten.

## Athleten nach Sportarten

### Basketball
Jungen
- Abdiel Badillo
- Onix Collazo
- Ángel Torres
- Kristian Medina
3x3: 10. Platz

### Boxen
Jungen
- Emmanuel Rodríguez
Fliegengewicht: Gold

### Leichtathletik
Mädchen
- Nat Isaac
100 m Hürden: 11. Platz
- Ashley Arroyo
Diskuswurf: 12. Platz
- Daliadiz Ortiz
Speerwurf: 6. Platz

### Schwimmen
| Mädchen - So Lizar 100 m Schmetterling: 22. Platz 200 m Schmetterling: 19. Platz | Jungen - Emmanuel Ramírez 100 m Brust: 23. Platz 200 m Brust: 18. Platz |

### Segeln
Jungen
- Alejandro Luis Monllor
Windsurfen: 10. Platz

### Tennis
Mädchen
- Mónica Puig
Einzel: 25. Platz
Doppel: 1. Runde (mit Stefanie Tan  Singapur)

### Tischtennis
Mädchen
- Carelyn Cordero
Einzel: 21. Platz
Mixed: 21. Platz (mit Pablo Saragovi  Argentinien)

### Triathlon
Mädchen
- Cristina Betancourt
Einzel: DNF
Mixed: 12. Platz (im Team Welt 2)

### Turnen

#### Gymnastik
Jungen
- Ismael Sanabria
Einzelmehrkampf: 38. Platz